# Familiale
Il termine francese familiale viene utilizzato in campo automobilistico per indicare una configurazione di carrozzeria di autovetture, molto in uso nel periodo tra la prima e la seconda guerra mondiale, oltre che nei due decenni successivi, consistente in una variazione della classica carrozzeria berlina, in maniera tale da ricavare nell'abitacolo una terza fila di sedili e arrivare a dare ospitalità all'interno della vettura anche a nove persone. 
Nel periodo tra le due guerre mondiali, le vetture in versione familiale venivano derivate dalle automobili di tipo berlina, mentre dal secondo dopoguerra, dopo l'avvento delle giardinetta, furono queste ultime a fornire la base per la trasformazione. 